# 아홉사리로
아홉사리로(영어: Ahopsari-ro)는  강원특별자치도 홍천군 두촌면 철정교차로와 인제군 상남면 상남리를 잇는 강원특별자치도의 도로이다. 홍천군과 인제군의 경계인 아홉사리고개의 명칭을 따서 명명되었다. 산악지형의 영향을 받아 경사와 곡선구간이 많다.

## 노선
- 철정교차로 (설악로)
- 철정교
- 두촌면-내촌면 경계(1km 지점)
- 내촌교
- 도관리 (광석로)
- 와야삼거리 (장수원로
- 오천교, 구곡교
- 내촌면-서석면 경계(21.1km 지점)
- 홍천군-인제군 경계(22.9km 지점)
- 상남리 (행치령로)
- 미교교, 방아교
- 고석평교북단 (방내로)
- 상남교
- 상남우체국 (내린천로)